# 경제자유구역
경제자유구역 또는 자유무역구 또는 경제특구(SEZ)는 경제 활동을 장려하기 위해 기업에게 세금을 아주 작게 부과하거나 세금을 전혀 부과하지 않도록 지정된 지역이다.

## 국가별 경제자유구역

### 대한민국
- 부산진해경제자유구역[1]
- 광양만권경제자유구역[2]
- 인천경제자유구역[3]
- 황해경제자유구역[4]
- 대구경북경제자유구역[5]
- 강원경제자유구역[6]
- 충북경제자유구역[7]
- 새만금(사실상)[8]

### 영국
- 런던 도클랜즈
- 브리스틀

### 중화인민공화국
- 주강 삼각주

### 일본
- 후쿠오카 아일랜드시티

## 같이 보기
- 경제 특구
- 대한민국의 경제자유구역